# John Martel

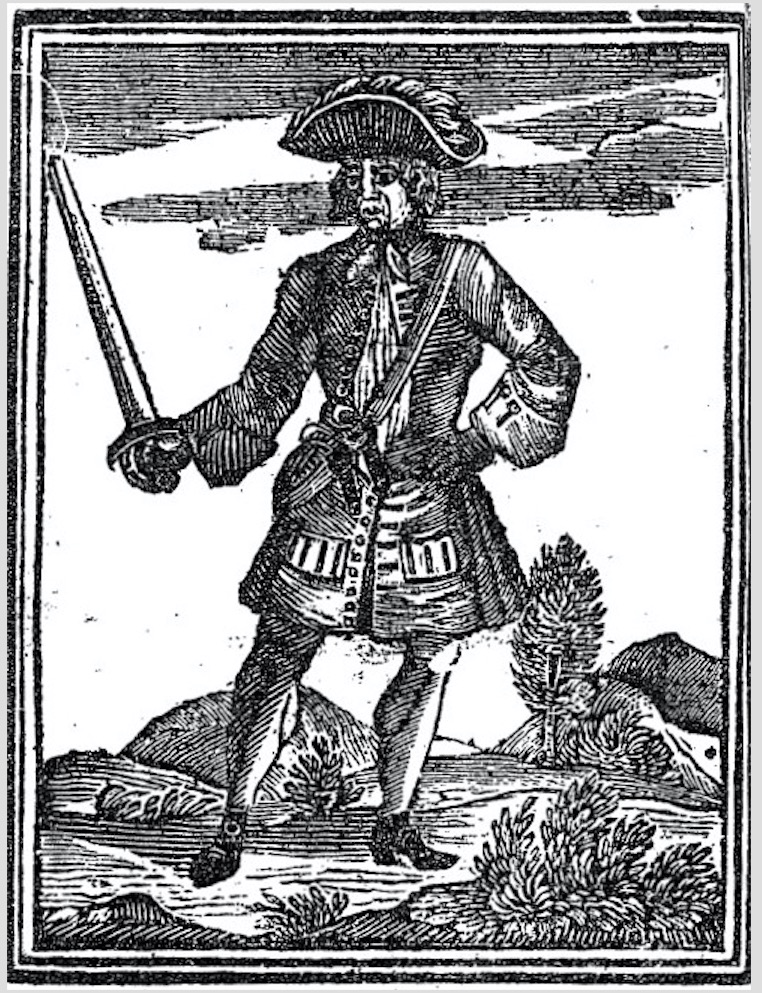
Teckning föreställande John Martel.

John Martel, ibland kallad James Martel, var en jamaicansk piratkapten. 

## Biografi
Martel var troligen en skeppsredare under det Spanska tronföljdskriget. Efter kriget gick han över till sjöröveri. Martels historia var kort då hans "regeringstid" också blev kort, men han hann fylla sitt liv med fasansfulla och fruktansvärda äventyr. Martel ansågs hänsynslös även av sina egna besättningsmän, som hävdade att han hade dödat hela besättningen på ett handelsfartyg han kapat.
I september år 1716 var Martel befälhavare för ett piratskepp med 80 män och de plundrade sjöfarten utanför Jamaica och Kuba. Utanför hamnen Cavena, Kuba kapade de ett fraktfartyg vid namn "John and Martha", från en annan piratkapten vid namn Kapten Wilson, som ska ha varit en svensk piratkapten. Martel tog skeppet till sitt eget och monterade 22 kanoner på det. Martel och hans besättningsmän seglade sedan mot "Monapassagen", Puerto Rico. Någonstans på vägen till "Monapassagen" avsattes Martel som kapten och hans män ersatte honom med en pirat vid namn Kapten Kennedy. Martel fortsatte med besättningen men nu var det Kapten Kennedy som bestämde över hans skepp, "John and Martha".
Piraterna stannade vid ön Santa Cruz nära Puerto Rico i januari år 1717 för att kränga och rengöra deras skepp. De blev överraskade av att den engelska flottan "HMS Scarborough" var där och piraterna var tvungna att fly och överge sina skepp. Martels slutliga öde är okänt.
Det sägs att Martel ska ha varit en av de första piraterna att använda svarta dödskalle flaggor på sina skepp redan år 1716. Dessa flaggor fick senare namnet "Jolly Roger" och förknippas ofta med pirater.
En hamn vid Nassau belägen vid New Providence ön, Bahamas blev under 1700-talet ett slags högkvarter och mötesplats för många pirater runt om Karibien och Atlanten. Inofficiell ledare för högkvarteret/mötesplatsen var Kapten Jennings. Här sägs John Martel ha verkat tillsammans med andra berömda pirater.
Myndigheterna var ständigt oroade för den växande mötesplatsen som lockade fler och fler pirater och rapporter om pirat attacker fördubblades. I London fick man rapporter från handels- och plantagesrådet, där man varnade för att Bahamas saknade försvar och att de flesta av invånarna hade flytt för att slippa plundras och härjas av pirater.